# Seaside (Califòrnia)
Seaside és una població dels Estats Units a l'estat de Califòrnia. Segons el cens del 2008 tenia 33.797 habitants.

## Demografia
Segons el cens del 2000, Seaside tenia 31.696 habitants, 9.833 habitatges, i 7.394 famílies. La densitat de població era de 1.385,9 habitants/km².
Dels 9.833 habitatges en un 42,2% hi vivien nens de menys de 18 anys, en un 54,8% hi vivien parelles casades, en un 13,9% dones solteres, i en un 24,8% no eren unitats familiars. En el 18,1% dels habitatges hi vivien persones soles el 6,7% de les quals corresponia a persones de 65 anys o més que vivien soles. El nombre mitjà de persones vivint en cada habitatge era de 3,21 i el nombre mitjà de persones que vivien en cada família era de 3,59.
Per edats la població es repartia de la següent manera: un 30,2% tenia menys de 18 anys, un 11,1% entre 18 i 24, un 34,4% entre 25 i 44, un 15,8% de 45 a 60 i un 8,5% 65 anys o més.
L'edat mediana era de 30 anys. Per cada 100 dones de 18 o més anys hi havia 101,6 homes.
La renda mediana per habitatge era de 41.393 $ i la renda mediana per família de 43.259 $. Els homes tenien una renda mediana de 29.204 $ mentre que les dones 26.424 $. La renda per capita de la població era de 15.183 $. Entorn del 9,3% de les famílies i el 12,1% de la població estaven per davall del llindar de pobresa.

## Poblacions més properes
El següent diagrama mostra les poblacions més properes.